# Garena Free Fire
Garena Free Fire este un joc battle royale dezvoltat de 111 Dots Studio și publicat de Garena Corporation și lansat pe 4 decembrie 2017.
A devenit cel mai descărcat joc mobil din 2019, datorită popularității sale, jocul a fost votat „Cel mai bun joc popular” de Google Play Store în 2019. În noiembrie 2019, Free Fire a generat peste 1 miliard de dolari la nivel mondial.
Jocul are cincizeci de jucători care coboară împrăștiați pe harta jocului în căutare de resurse și arme pentru a-i ucide pe inamicii pe care îi întâlnesc și pentru a supraviețui ca ultima persoană în viață pe insulă.
În februarie 2019, Free Fire a atins peste 500 de milioane de descărcări pe dispozitive Android, devenind unul dintre cele mai descărcate jocuri Android în 2019.
Și în 2020, a fost lansată o a doua versiune de Free Fire numită Free Fire Max, iar cei care au telefoane puternice o pot juca, se pot bucura de o calitate grafică mai puternică și, mai mult, a devenit disponibilă în Orientul Mijlociu (adică regiunea arabă din general) la 8 iunie 2021 după actualizarea exterminării.
În august 2021, Free Fire a depășit pragul de un miliard de descărcări pe Google Play în timpul celei de-a patra aniversări a jocului. 

## stilul de joc
Free Fire este un joc battle royale de acțiune și aventură doar online, jucat într-o perspectivă la persoana a treia.
Jocul constă din până la 50 de jucători care cad dintr-o parașută pe o insulă în căutare de arme și echipamente pentru a-i ucide pe alți jucători. Jucătorii sunt liberi să aleagă locația de pornire și să ia arme și provizii pentru a prelungi durata de viață a bătăliei.
Când jucătorii se alătură unui joc, vor intra într-un avion care va zbura deasupra insulei. În timp ce avionul plutește deasupra insulei, jucătorii pot sări unde doresc, permițându-le să aleagă un loc strategic pentru a ateriza departe de inamici. După aterizare, jucătorii trebuie să caute arme și instrumente utilitare. Echipamente medicale, arme medii și mari, grenade și alte obiecte distinctive pot fi găsite pe toată insula. Scopul final al jucătorilor este să supraviețuiască pe insulă cu maximum 50-51 de jucători online; Acest lucru necesită eliminarea tuturor adversarilor pe care jucătorii îi întâlnesc pe parcurs și asigurarea faptului că sunt singurii supraviețuitori care au rămas. Zona sigură disponibilă a hărții de joc se micșorează în timp, direcționând jucătorii supraviețuitori către zone mai înguste pentru a forța confruntările. Ultimul jucător sau echipă care se află în picioare câștigă runda.

### Recepție
Grafica este descrisă ca fiind „utilă pentru telefoanele cu specificații medii și scăzute”, dar un recenzent a declarat că „Dacă jocurile cu o grafică bună sunt treaba ta, atunci Free Fire nu este recomandat pentru o persoană sub 12 ani. Dar dacă unei persoane îi plac Battle Royale și el are peste 16 ani, cu siguranță ar trebui să joci.”
Te Carvalho de la Tech Tido a comentat că Free Fire „da prioritate performanței, ceea ce îl face o alegere excelentă pentru orice tip de dispozitiv. Gameplay-ul iese în evidență și are suficient conținut pentru a distra și a oferi o luptă plină de satisfacții”. În ceea ce privește dezvoltarea personajelor și a abilităților, ea a spus că a fost „un plus strălucitor”.
În lista anuală Google Play cu „Cele mai bune aplicații ale anului”, Free Fire a câștigat categoria „Cel mai bun joc de vot popular” pentru 2019, fiind cea mai votată în Brazilia și Thailanda.
Free Fire este unul dintre cele mai populare jocuri mobile Battle Royale, în spatele PUBG Mobile, Fortnite Battle Royale și Call of Duty: Mobile. Este deosebit de popular în America Latină, India și Asia de Sud-Est. Free Fire a fost al patrulea cel mai descărcat joc de pe Google Play Store în ultimul trimestru al anului 2018 și a fost al patrulea cel mai descărcat joc la nivel mondial în 2018 pe iOS și Google Play Store combinate. Titlul a avut aproape 182 de milioane de descărcări în 2018, făcându-l al doilea cel mai descărcat joc battle royale pentru mobil (peste Fortnite și numai după PUBG Mobile) și a încasat aproape 19,3 USD. Venituri lunare de 1 milion de dolari până în decembrie 2018, devenind un succes financiar major pentru Garena. În februarie 2020, Free Fire are 500 de milioane de descărcări pe Google Play Store.
La sfârșitul primului trimestru din 2021, Free Fire a depășit veniturile PUBG Mobile în Statele Unite, generând 100 de milioane de dolari în vânzări, comparativ cu 68 de milioane de dolari pentru PUBG. Veniturile Free Fire au crescut de 4,5 ori comparativ cu aceeași perioadă a anului precedent.
Jocul este un joc Battle Royale dintr-o perspectivă la persoana a treia, iar la intrarea în joc, jucătorul găsește mai multe faze și anume:

#### Modul Clasic și Clasat
După ce a ales una dintre cele două faze și a specificat modul în care jucătorul dorește să joace (singur, grup, duo), jucătorul se găsește într-un avion cu cincizeci de jucători, apoi coboară din avion și trebuie să caute arme și resursele necesare, iar în timpul asta, adversarii îl interceptează pentru a-i ucide pentru a-i asigura supraviețuirea și, în timp ce încearcă, mergi la departamentul de protecție pentru a te adăposti din zona periculoasă.
În final, jucătorul se confruntă cu ultima persoană cu el pe hartă (Bermuda sau Kalahari) și ultima persoană, pereche sau grup rămasă pentru a fi câștigătoare (cel puțin unul din echipe).

#### Modul Clash Squad
După alegerea acestei etape, jucătorul este transferat direct într-o mini-arenă de luptă între două echipe de patru jucători. Lupta trece prin șapte runde, iar câștigătorul este primul care câștigă patru runde. Ea constă din două faze: Clash Squad și Clash Squad - clasat lansat în august 2019. Permanent în decembrie 2019.

#### Modul de antrenament
După ce a ales această fază, jucătorul este plasat într-o zonă pentru a cumpăra arme și echipamente, iar apoi sunt două zone, prima este câmpul de luptă și a doua este zona de cunoștințe. Câmpul de luptă conține adesea 15 jucători și este folosit pentru antrenament sau luptă cu alți jucători, iar după moarte, jocul poate fi jucat din nou De fiecare dată când ucide.

#### Zombie Hunt
In acest nou mod de joc o echipa formata din cinci jucatori incearca sa supravietuiasca mai multor valuri de zombii. Pe parcursul rundelor, jucatorii strang bani prin uciderea inamicilor pentru a cumpara arme. Daca un jucator moare, acesta va reinvia dupa 20 de secunde numai daca mai exista cel putin un jucator ramas in viata. Acest mod de joc are diverse nivele, fiecare cu un grad de dificultate mai mare. In timpul jocului jucatorii se vor lupta cu doi sefi Mr.V si Macelarul un zombi cu o foarfeca uriasa. Jocul se castiga prin invingerea celor doi sefi si a tutulor valurilor de zombii.